# Jacques Bouzerand
Jacques Bouzerand, né le 16 décembre 1939 à Cahors dans le Lot et mort le 25 décembre 2014 à Paris, est un journaliste français, ancien dirigeant de télévision et critique d'art, historien d'art, notamment d'art contemporain.

## Biographie

### De la Sorbonne au Sénégal
Jacques Bouzerand, (dont le père, Léon Bouzerand, était photographe et le grand-oncle, Jean Bouzerand, journaliste), fait ses études secondaires au lycée Gambetta  à Cahors, dans le Lot, puis, à partir d'octobre 1958, il poursuit ses études supérieures à Paris, en hypokhâgne et en khâgne au lycée Henri-IV, et en littératures française et allemande à la Sorbonne. Diplômé de l'Institut de phonétique de Paris, il participe également, de 1962 à 1965, avec Jacques-Alain Miller, Daniel Defert, Jean-Paul Aron, Jean-Claude Milner, Jean Baudrillard, Luc Boltanski... comme « élève titulaire » au séminaire de sémiologie de Roland Barthes à l'École pratique des hautes études (ÉPHÉ). 
En 1963, il suit, en outre, une année de cours dans le cycle de préfiguration du CELSA (Centre d'études littéraires et scientifiques appliquées) du professeur Pierre Guillebaud en Sorbonne. Licencié ès lettres modernes, docteur en sociologie, pendant ses trois années au Sénégal (1964-1967) consacrées, au titre de la Coopération, à l'enseignement du français à l'École nationale des cadres ruraux, il est inscrit à l'Institut français de presse (IFP) à Paris. Sa thèse de doctorat en sociologie (préparée sous la direction des professeurs  Louis-Vincent Thomas et Pierre Fougeyrollas), et soutenue à Dakar en 1967, porte sur « La presse à Dakar, sa diffusion, son public ». Sa thèse complémentaire, soutenue en 1966, étudie pour sa part « Bingo, mensuel du monde noir ». Il participe alors, au micro de "Radio Sénégal", à une émission culturelle hebdomadaire.

### Journalisme en France
En octobre 1967, revenu en France, Jacques Bouzerand débute comme journaliste dans la presse écrite au quotidien L'Aurore où il est embauché par Gilbert Guilleminault et Georges Merchier. D'abord spécialisé dans les questions d'éducation et les problèmes de l'université, il est en 1968, avec Danièle Granet, l'un des fondateurs de l'Association des journalistes universitaires (AJU) dont il devient président en 1971. Il écrit alors, en collaboration, deux livres : Votre enfant au collège et au lycée, avec Nicole Duault (France-Soir) et Yonnick Flot (AFP) puis Les Partis devant l'école, signé par l'AJU.
En 1972, il quitte L'Aurore pour entrer dans l'équipe de création de l'hebdomadaire Le Point, dirigée par Claude Imbert. Il s'y occupe successivement de sujets de société (affaire des "plombiers" du Canard enchaîné, Affaire Ajar...) et d'éducation dans le service dirigé par Jacques Duquesne ; puis à partir de 1975, de politique étrangère avec Michel Colomès. Ensuite, à compter de 1978, il traite de politique intérieure auprès d'André Chambraud, Michèle Cotta. De 1976 à 1988, il est responsable  des pages du Point Confidentiel  et rédacteur en chef-adjoint du Point. En 1985-86, il est parallèlement auditeur à l'Institut des hautes études de la défense nationale (IHEDN). À partir de 1988, il rejoint, toujours au Point, le secteur Culture-Civilisation (arts, livres, cinéma…) au titre de rédacteur en chef-adjoint, avec Denis Jeambar, directeur de la rédaction, et Marie-Françoise Leclère. 
En octobre 1992, il délaisse Le Point pour aller fonder, avec Georges-Marc Benamou, directeur de la publication, l'hebdomadaire Globe-Hebdo dont il est le rédacteur en chef,. Il en part à la fin de mars 1993. De mai 1993 à avril 1994, il est nommé conseiller technique  au cabinet du ministre de la Coopération Michel Roussin (ancien directeur de cabinet du maire de Paris, Jacques Chirac), élu député du 7e arrondissement de Paris…
Il est membre honoraire de l'Association des journalistes parlementaires, de l'Association de la presse diplomatique.

### Télévision
Jacques Bouzerand quitte ses fonctions dans un cabinet ministériel pour participer, à partir de mai 1994, avec Jean-Marie Cavada à la création de La Cinquième, nouvelle chaîne de télévision, dont il est directeur de la communication. Après le départ de Jean-Marie Cavada, en 1997, il est confirmé dans ces fonctions, puis conjointement dans celles de directeur de cabinet de la Sept-Arte (Arte France), par Jérôme Clément, président des deux chaînes, avec La Cinquième de 1997 à 1999 et pour Arte de 1997 à 2000) puis Jean-Marie Cavada a retrouvé La Cinquième et Jacques Bouzerand entre 1999 et 2000.
À France 5 qui prendra la suite de La Cinquième, il demeure comme directeur de la communication auprès de Jean-Pierre Cottet, directeur-général, lors de l'entrée de la chaîne dans le groupe public France Télévisions sous la présidence de Marc Tessier. Il se consacre ensuite, à partir de 2002, à la création de documentaires pour la télévision (notamment la série 6 fois 52 minutes; Place à l'art contemporain! ) et à l'écriture de livres et d'articles pour diverses publications. Son sujet de prédilection est l'art contemporain.

### Art contemporain
Critique d'art contemporain, Jacques Bouzerand a tout au long de sa carrière de journaliste suivi les questions de la création artistique. Il s'est toujours passionné pour l'art contemporain et sa première interview, en 1957, à 17 ans, a été celle d'Ossip Zadkine pour le journal du lycée, L'éclectique. Il a écrit par la suite, de nombreux articles sur l'art et les artistes dans Le Point, Parcours, Femme, Le Figaro Patrimoine, La Lettre de l'Expansion, Capital.fr, et des préfaces pour des expositions. 
Parmi les artistes qu'il a interviewés ou auxquels il a consacré des textes figurent : Ossip Zadkine en 1957 , Joan Mitchell, Pierre Soulages, César, Bernar Venet, Roy Lichtenstein, Robert Motherwell, Robert Ryman, Ellsworth Kelly, Toshimitsu Imaï, Robert Combas, Fabrice Hyber, Claude Viallat, Jacques Monory, François Morellet,  Jean-Claude Meynard,  Didier Chamizo, Stéphane Pencréac'h, Rotraut, Georges Moquay, As Mbengue, Luc Rigal, André Nouyrit, Didier Chamizo, Nadia Ghïai-Far,  Yaze,  Daniel Humair, Pia Myrvold, Tsai Yulong,  Simon Wildsmith…
Jacques Bouzerand est aussi l'auteur avec Thierry Spitzer de six films de 52 minutes, diffusés en 2003-2004 sur France 5. Il a aussi écrit un ouvrage sur l'artiste français Yves Klein (1928-1962), Yves Klein, Au-delà du bleu, aux éditions À propos/éditions Michalon (2006).
En marge de ses activités, Jacques Bouzerand a exposé ses peintures et dessins abstraits en 1959 et 1960 au musée de Cahors, conjointement avec Bernard Bonneville, Bernard Pagès, Dominique Pujol, Dominique Blanc. En 1961, il est, ainsi que Pierre Laville, l'assistant du cinéaste Guy Gilles pour le film Mélancholia, produit par François Reichenbach.
Une "Carte blanche" lui a été confiée par la Galerie Gimpel et Müller, rue Guénégaud à Paris, du 14 février au 19 mars 2013. Il a organisé ainsi l'exposition de quatre artistes :  Jean Rédoulès, André Nouyrit, Alain-Jacques Lévrier-Mussat, Denise Samson-Dissès.

### Divers
- En 1959, Jacques Bouzerand est l'interprète de la première représentation en France de La Dernière Bande de Samuel Beckett, mise en scène par Jean-Pierre Laruy au théâtre de la Contrescarpe, rue Mouffetard, en présence de Suzanne Beckett, l'épouse de l'écrivain, de Jérôme Lindon, son éditeur des Éditions de Minuit et de Jean Martin, acteur de théâtre d'avant-garde.
- En 1975, par un concours de circonstances, Bouzerand retrouve, dans le Quercy, Paul Pavlovitch qui a endossé, à la demande de Romain Gary, le pseudonyme d'Émile Ajar. Ne connaissant pas l'accord secret conclu entre Gary et Pavlowitch, il interviewe, pour Le Point où il est journaliste, Pavlowitch, sans révéler l'identité de celui-ci et donne ainsi une crédibilité à la version Ajar = Pavlovitch, juste avant que le Goncourt (refusé ensuite par Ajar) ne soit attribué à La Vie devant soi. Paul Pavlowitch sera embauché comme directeur littéraire au Mercure de France par Simone Gallimard. Le fin mot de l'histoire ne fut révélé qu'après la mort de Romain Gary, en 1980, à la stupéfaction générale du milieu de l'édition[14],[15],[16].

## Publications
- 2012 Regards d'artistes  Photos de Roberto Battistini, textes de Jacques Bouzerand  Éditions TwoB 2012.   (ISBN 978-2-9520972-2-2)
- 2010 : Le Jeu incessant de Daniel Humair, textes de Jacques Bouzerand, Gilles de Montauzon, Michel Bohbot, Catherine Beloeil, Francis Hofstein, 306 p. avec coffret et CD, 25 x 33 cm,  (ISBN 978-2-7521-0096-2) English/Français ; éditions Delatour[17]
- 2007 : Rotraut, Sculptures monumentales, textes de Jacques Bouzerand, Jean-Michel Ribettes et Michael Stroeber, éditions Charles Moreau  (ISBN 2-9094-5848-2)
- 2006 : Yves Klein: au-delà du bleu, éditions À propos/Michalon  (ISBN 2-8418-6335-2)
- 2001 : Pour le plaisir Hulka, Le Meleder, Rigal : Národn technick muzeum Praha, nor 2001, Vincent Lefevre et Jacques Bouzerand  (ISBN 8-0703-7096-3)
- 1999 : Didier Chamizo par Démosthène Davvetas ; préface par Jacques Bouzerand, éd. Le Capucin  (ISBN 2-9134-9306-8)
- 1997 : Nouyrit, peintures et sculptures. 1980-1997, (André Nouyrit) par Jacques Bouzerand, Jean-Loup Bourget, Mouloud Akkouche, Richard Rotkopf, Philippe Cyroulnik, Francis Peuvion, Cahors-Figeac
- 1994 : À l'occasion du salon Jeune Peinture 94, trois fascicules : Où est l'art ?, Confrontons nos regards et Graviness, Szechter, Martagez, de Grolée, Lagopoulos, Post, Barreau, Garel, Labussière, Buraglio, etc. par M-O Andrade,  Alin Avila, Jacques Bouzerand, Jean-Luc Chalumeau, etc.
- 1973 : Les Partis devant l'école, en coll. signé par l'Association des journalistes universitaires (AJU), éditions du Seuil  (ISBN 2-0200-2187-0)
- 1970 : Votre enfant au collège et au lycée, avec Nicole Duault (France-Soir) et Yonnick Flot (AFP) Armand Colin

Édités par l'association Vitesse limitée:
- 2012  "Cahors, en boucle". 1945-1970. photographies de Léon Bouzerand, textes et entretiens de Jean-Louis Marre, Jean-Louis Nespoulous et Christian Cazard ; textes de Jacques Bouzerand,
- 2010 : En devanture, Cahors, 1950-1970, photographies de Léon Bouzerand, textes et entretiens de Jean-Louis Marre, Jean-Louis Nespoulous et Christian Cazard ; textes de Jacques Bouzerand, 96 p., ill., 26 cm
- 1992 : Cahors couleur rugby, 1950-1970, photographies de Léon Bouzerand, textes de Amédée Domenech, Yves Noé, Denis Charvet, Jacques Bouzerand, Jean–Louis Marre, Christian Cazard…, 95 p., ill., 26 cm
- 1991 : Vitesse limitée, Cahors, 1950-1965, photographies de Léon Bouzerand, textes de Pierre Mirat, Georges Coulonges, Charles Dumont, Jacques Bouzerand, Jean-Louis Marre, Jean-Louis Nespoulous, Christian Cazard…, 79 p., ill., 26 cm

## Distinctions
- Chevalier de l'ordre national du Mérite [2]
- Chevalier de l'ordre des Arts et des Lettres [2]
- Chevalier de l'ordre du Mérite agricole [2]